# Panneau de signalisation d'une limitation de vitesse en France
Le panneau de signalisation routière français circulaire à fond blanc, bordé d’une couronne rouge et portant en son centre un nombre signale à l’usager de la route la vitesse maximale autorisée au-delà du panneau. Ce panneau est codifié B14. Le panneau de fin de prescription est blanc et noir et est codifié B33.

## Histoire
De 1946 à 1977 deux panneaux ont existé pour prescrire une limitation de vitesse : un panneau codifié B5 indiquant la vitesse maximale autorisée pour tous véhicules et un panneau codifié B6 en 1946 puis B14b en 1955 indiquant une vitesse différenciée entre poids lourds et les autres véhicules. Le premier a été recodifié B14 en 1977 à la suite de la suppression du B14b ,.

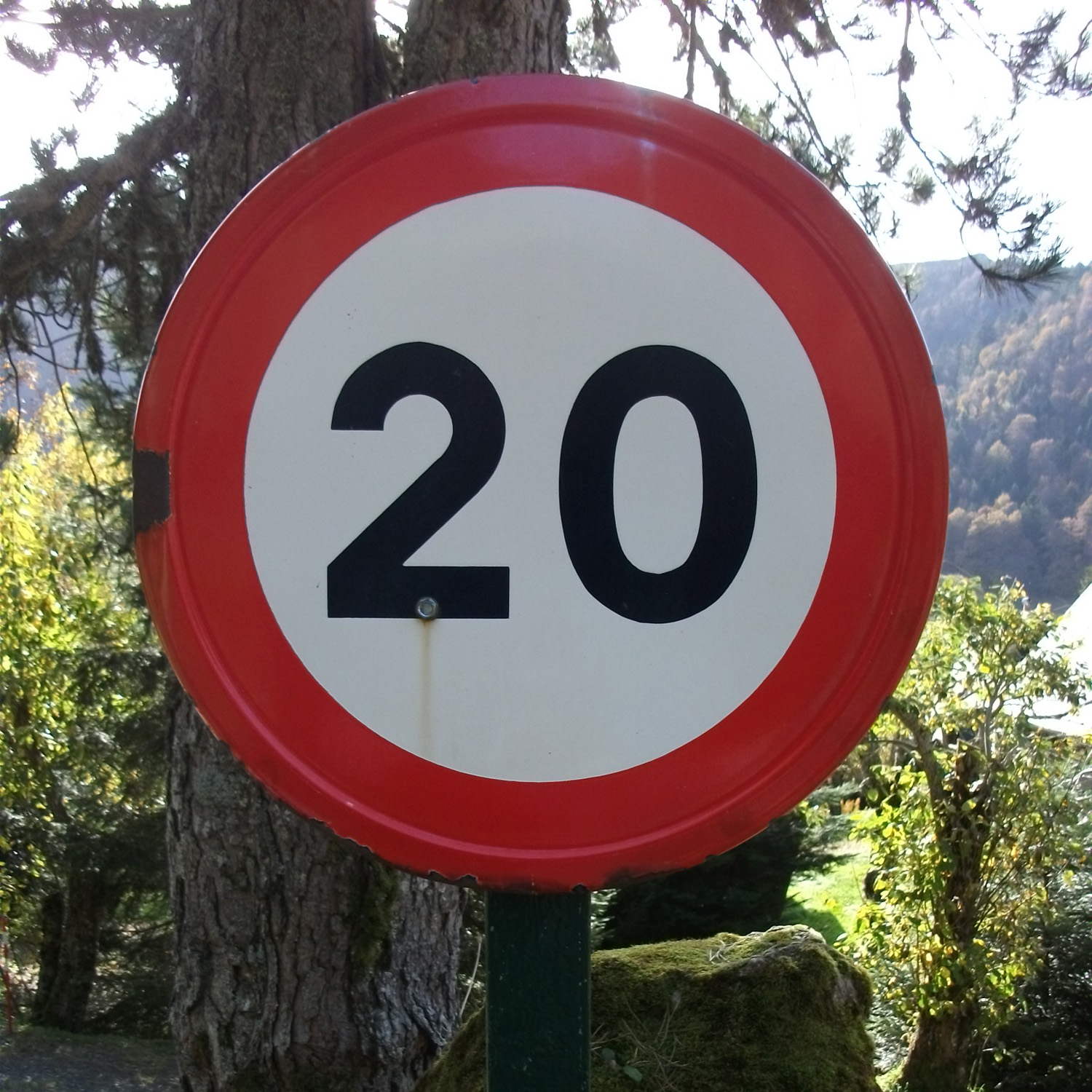
Ancien panneau de limitation de vitesse à 20 km/h (modèle de 1975)
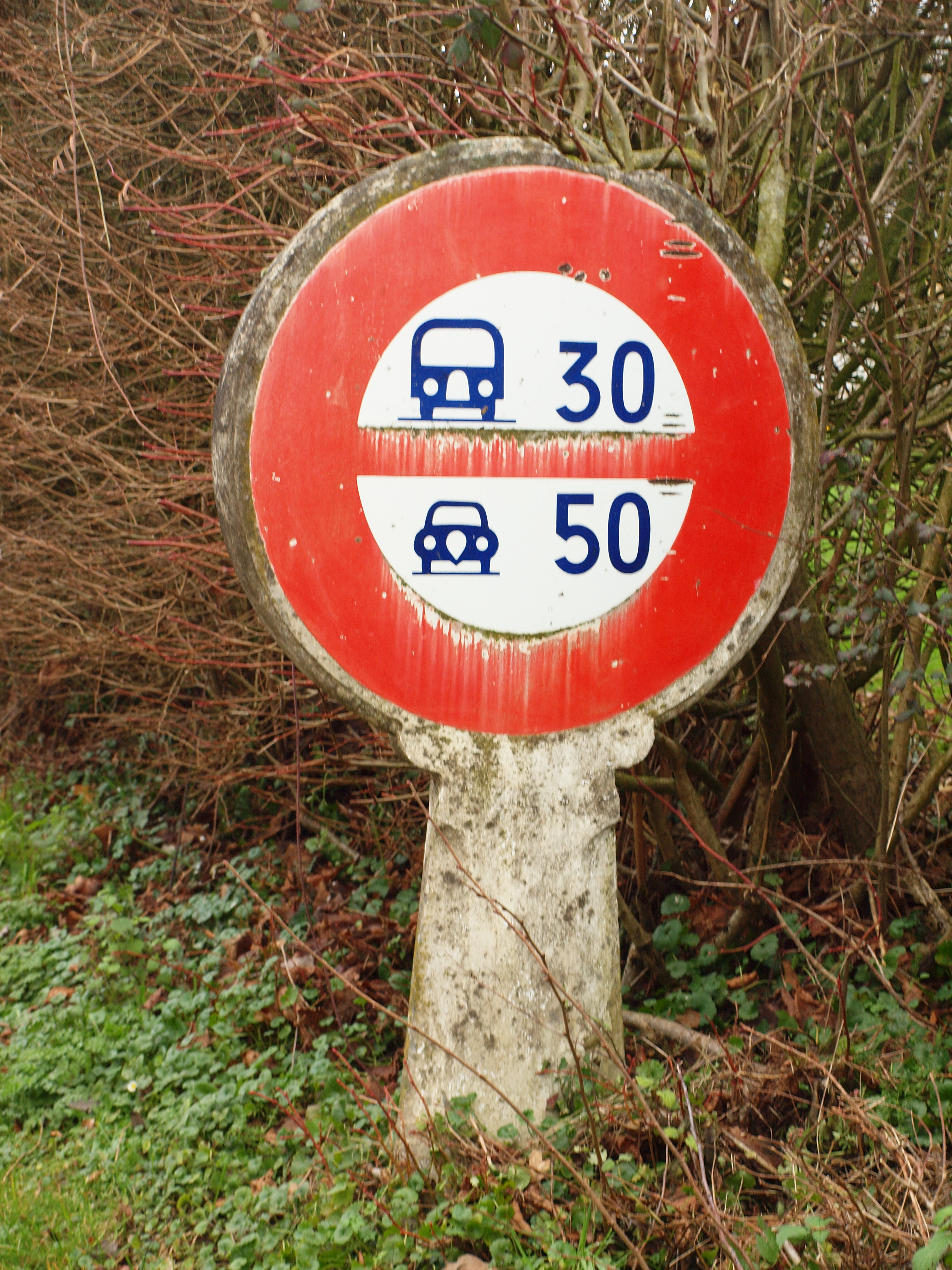
Un panneau de type B14b à La Neuville-sur-Oudeuil, dans l'Oise.
Exemple d'un panneau B6 selon l'instruction générale de 1946

En juillet 2018, le passage des routes bidirectionnelles à 80 km/h à la place de 90 devait conduire à l’installation de 20 000 nouveaux panneaux, mais 11 000 ont suffi,.
Le coût des panneaux est estimé à 85 euros en production et à 100 euros posés.
Le coût des panneaux varie selon le département. Le coût moyen est estimé à 200 euros. En Normandie, il n'est que de 170 euros.

## Usage

### Terminologie
Dans le cadre du  système d'adaptation intelligente de la vitesse, le règlement délégué (UE) 2021/1958 de 2021 fait référence aux concepts suivants:
Panneau de limite de vitesse impliciteUn panneau routier applicable qui n’affiche pas une valeur numérique (panneau de limite de vitesse non numérique implicite) ou qui affiche une valeur numérique barrée (panneau de limite de vitesse numérique implicite).
Panneau de limite de vitesse numérique expliciteUn panneau routier applicable qui affiche une valeur numérique temporaire ou permanente.
Limite de vitesse nationaleLa vitesse de conduite maximale légalement autorisée par défaut pour le type de route emprunté dans un État membre donné, sauf indication contraire, applicable à la catégorie du véhicule sur lequel le système d’adaptation intelligente de la vitesse est monté.

### Dégressivité des vitesses
Si la limitation de vitesse exige d'une proportion notable de véhicules une décélération importante, il est recommandé de placer un premier panneau B14 avec un panonceau de distance M1 et de répéter le signal B14 à la distance indiquée sur le premier panneau.
Sur les autoroutes et les routes à chaussées séparées, on implante plusieurs panneaux avec l'indication de vitesses dégressives par paliers de 20 km/h. Les panneaux sont espacés de 100 m. Cette distance peut être augmentée, sans cependant dépasser 200 m.

### Hors agglomération
En dehors des agglomérations, il n'y a pas lieu, en principe, de signaler les limitations de vitesse qui résultent de la réglementation générale. On ne le fera que lorsqu'il peut y avoir doute sur la vitesse applicable.
Par exception, lors du passage de deux chaussées séparées à une chaussée unique, il est conseillé de signaler la vitesse autorisée sur cette dernière.
S'il existe une limitation de vitesse inférieure à celle résultant de la réglementation générale on implante un panneau B14 après chaque intersection rencontrée autre que celles avec des voies privées non ouvertes à la circulation publique ou des chemins de terre.
Il est conseillé de répéter ces panneaux à intervalles réguliers en fonction des points singuliers. Ces panneaux sont alors complétés, soit par un panonceau d'étendue M2, soit par un panonceau d'indications diverses M9 portant le mot « RAPPEL ».

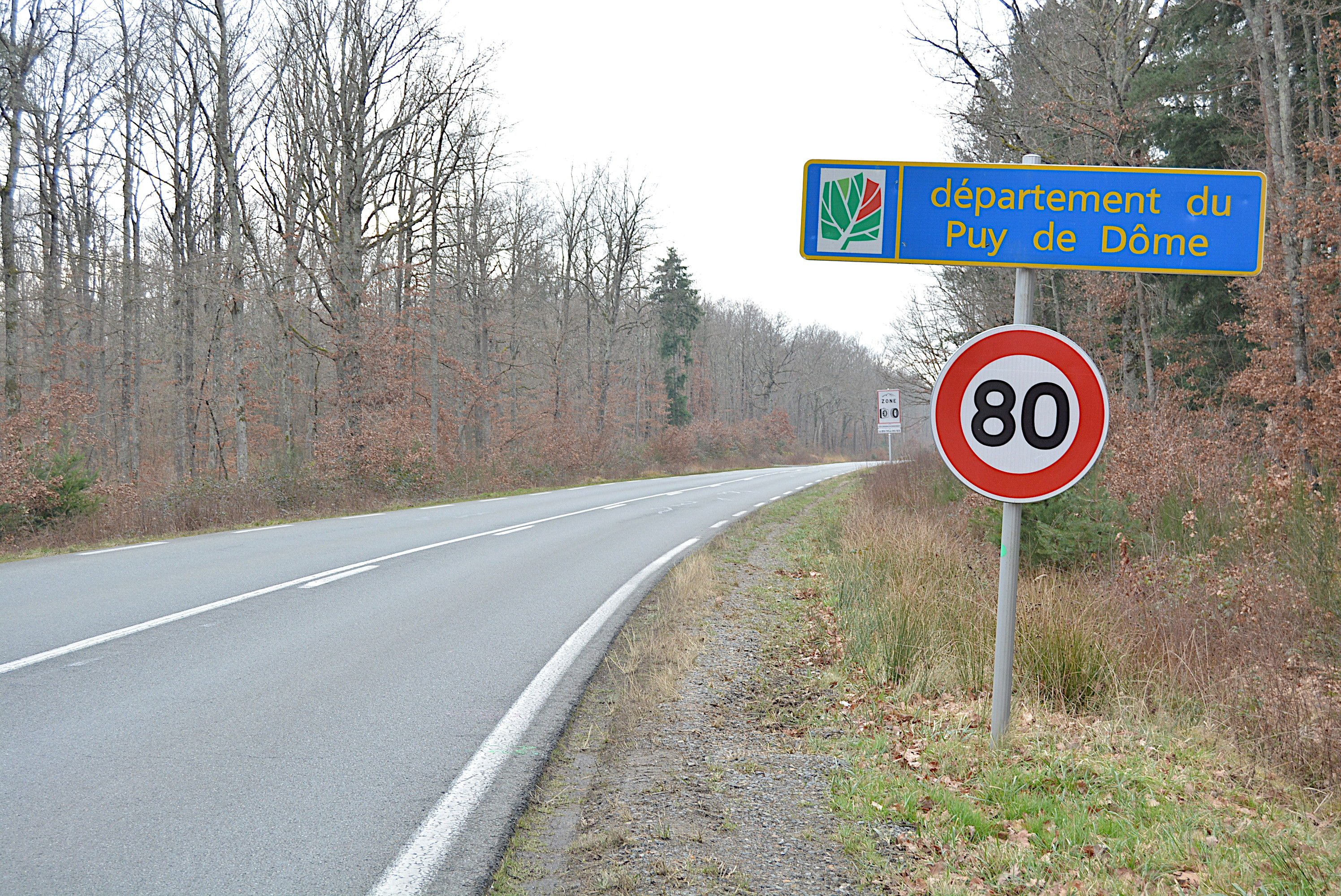
Panneau rappelant la vitesse applicable en entrant dans le département du Puy de Dôme.
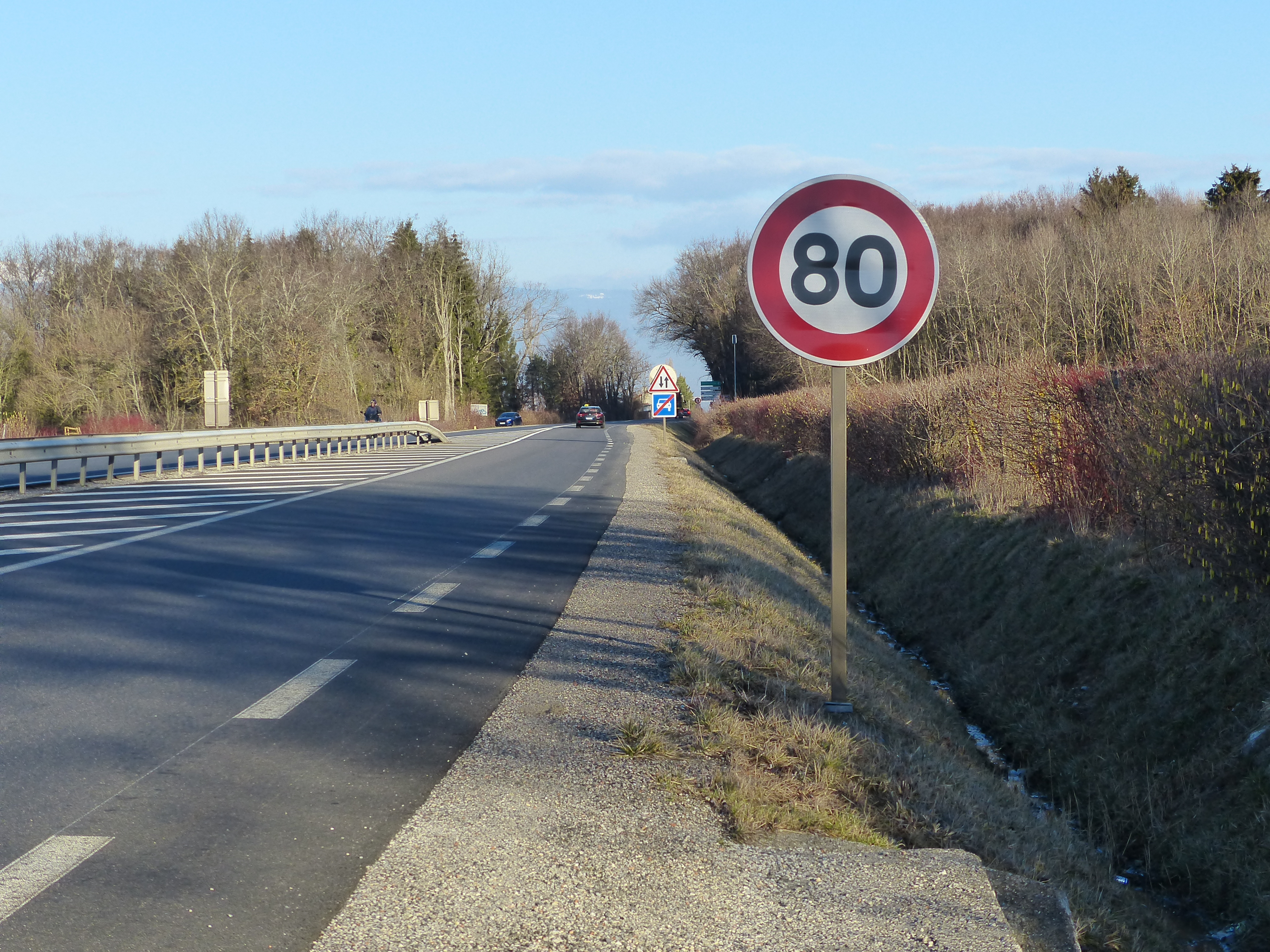
Panneau au passage de deux chaussées séparées à une chaussée unique.
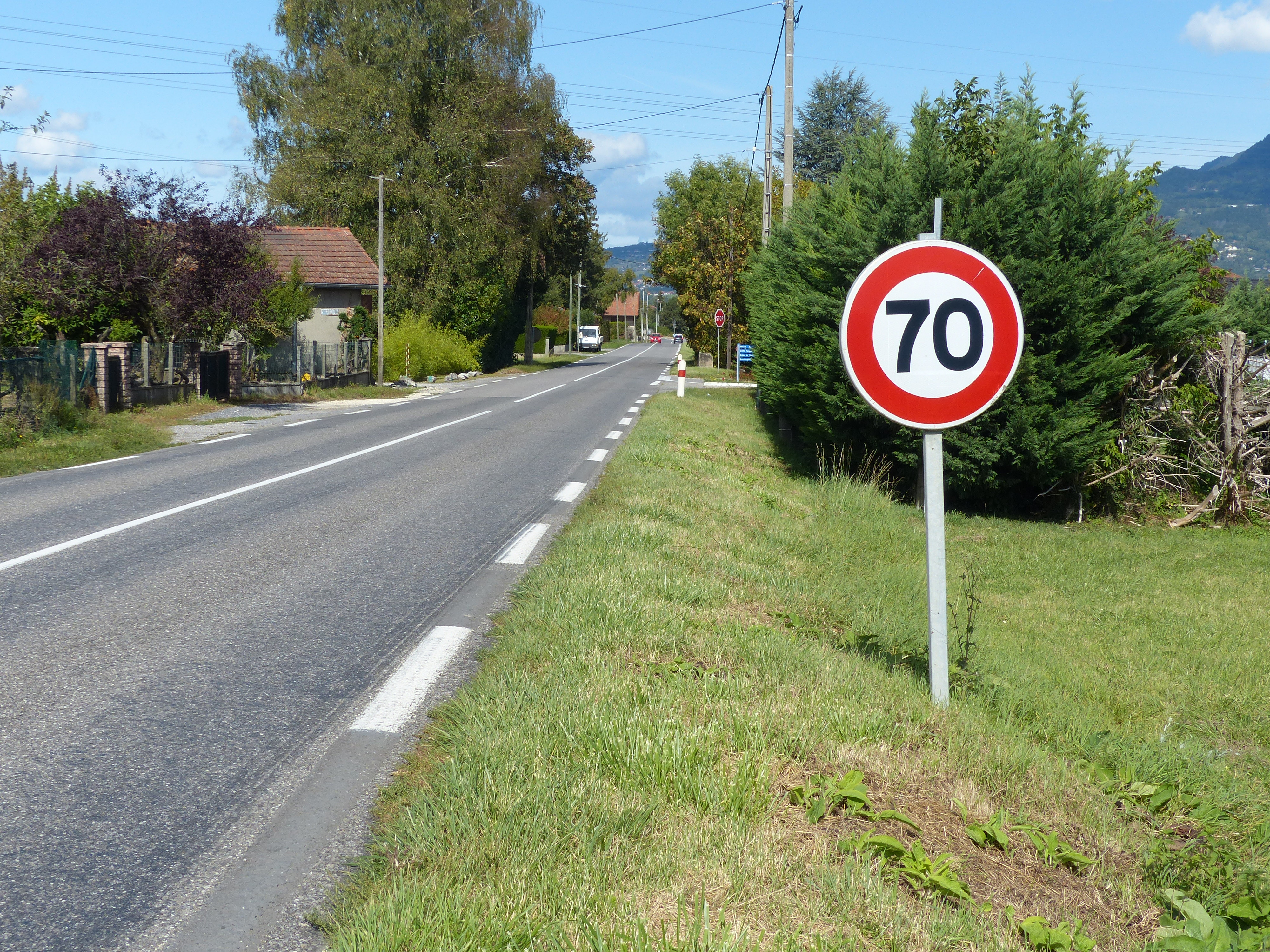
Limitation de vitesse inférieure de celle résultant de la réglementation générale hors agglomération.
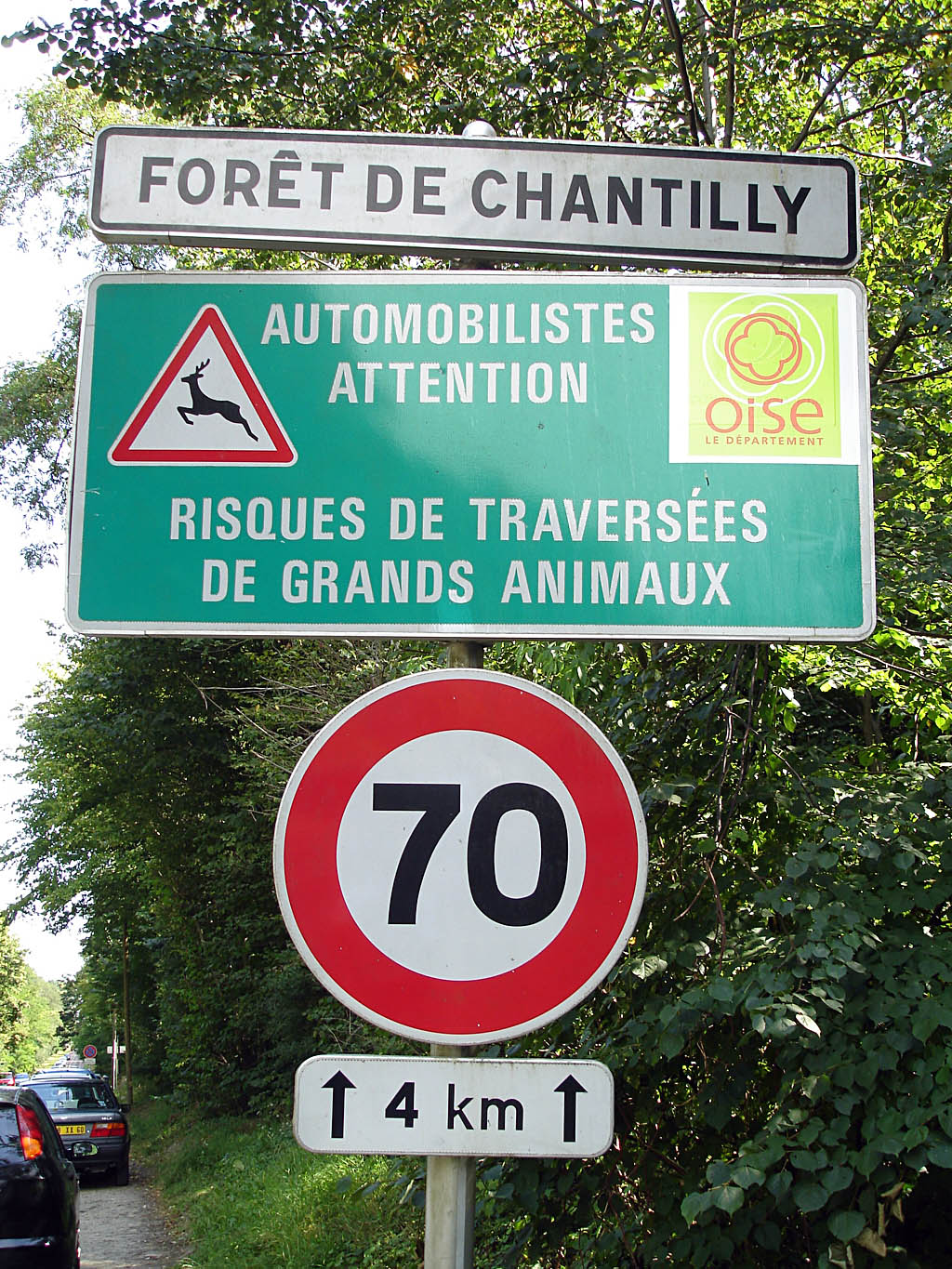
Panneau de limitation de la vitesse avec panonceau d'étendue M2.
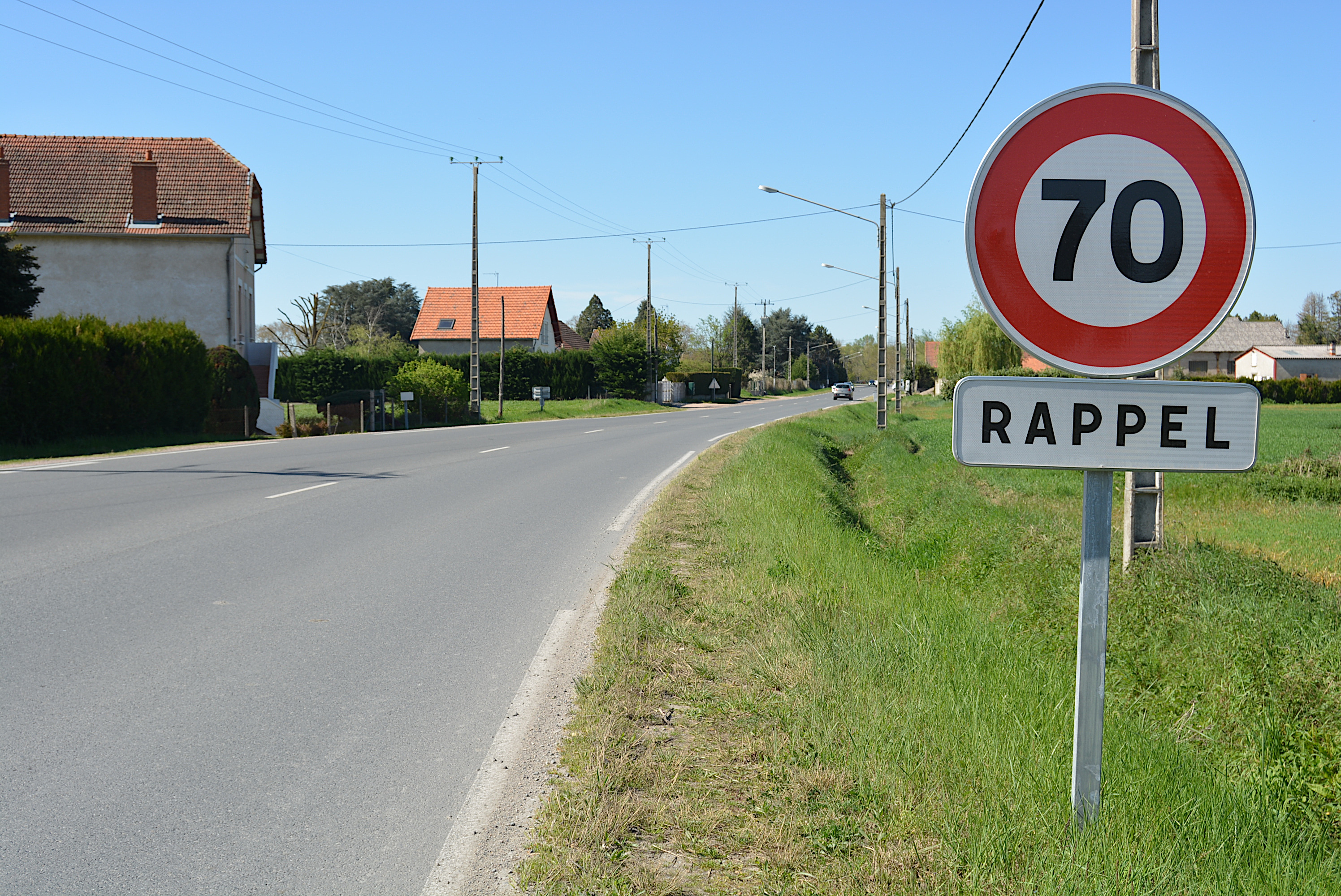
Panneau de limitation de la vitesse avec panonceau M9z portant le mot « RAPPEL ».

### En agglomération
En agglomération, lorsque le plafond de vitesse de 50 km/h prévu à l'intérieur des agglomérations n'est pas modifié par décision des autorités locales compétentes, il n'y a pas en principe à implanter de panneaux B14, le panneau EB10 d'entrée d'agglomération suffit.
Si des panneaux B14 s'avèrent néanmoins utiles, notamment dans les zones suburbaines, ils doivent être complétés par un panonceau d'indications diverses M9z portant le mot « RAPPEL ».
S'il existe dans une rue une limitation de vitesse différente de la réglementation générale dans la traversée, la vitesse correspondante doit être signalée à tous les usagers abordant cette rue autrement que par une voie privée non ouverte à la circulation publique ou qu'un chemin de terre.
Dans les cas exceptionnels où l'autorité compétente a institué sur l'ensemble de l'agglomération une limitation de vitesse inférieure à 50 km/h, cette mesure est signalée uniquement aux entrées de l'agglomération par un panneau B14 placé sur le support du panneau EB10.
Dans d'autres cas, les limitations de vitesse peuvent être définies par zone, appelées zones 30. Ces dernières sont signalées par le panneau B30.

Exemples d’utilisation des panneaux B14 et B33 en agglomération
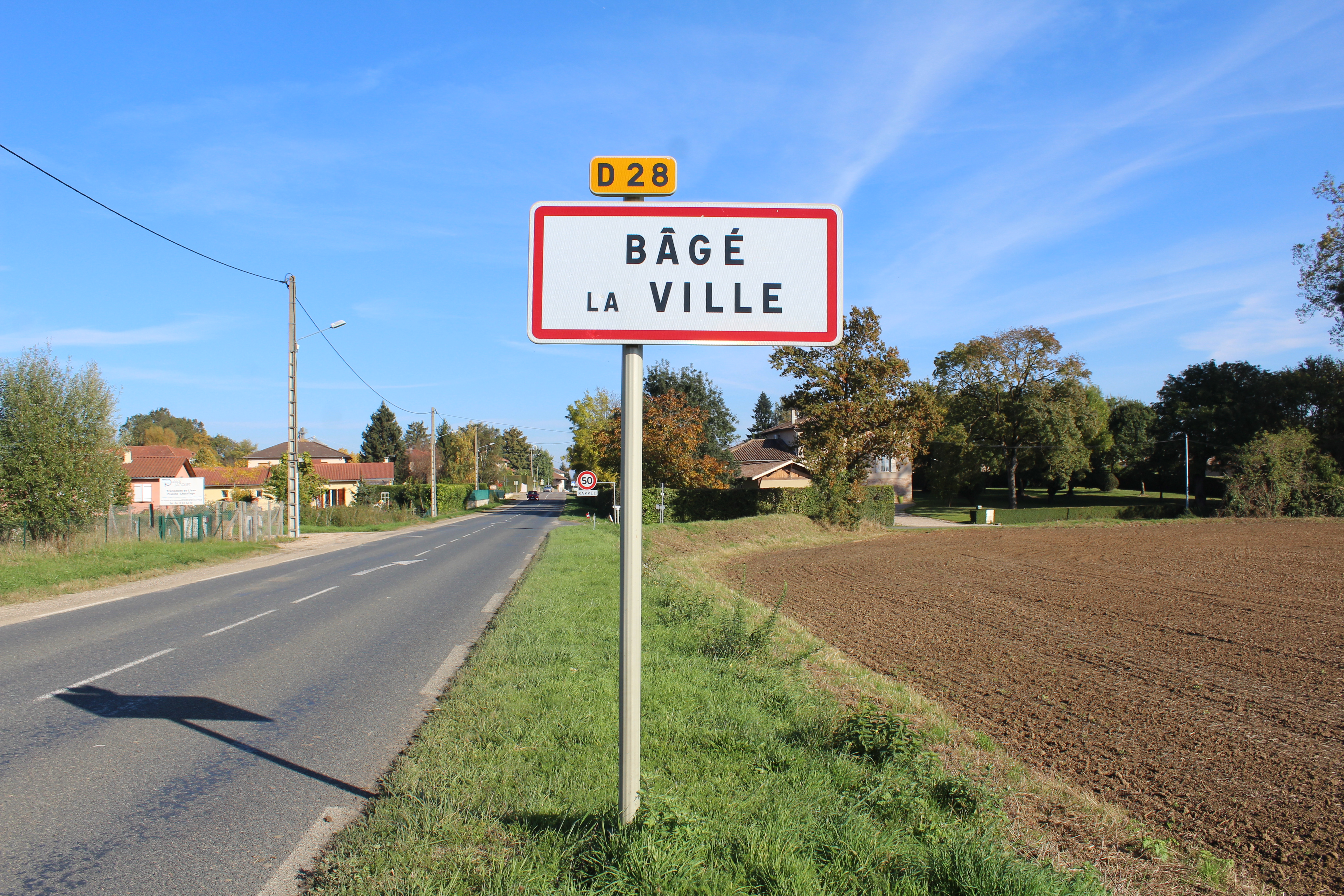
Simple panneau EB10 d'entrée d'agglomération.
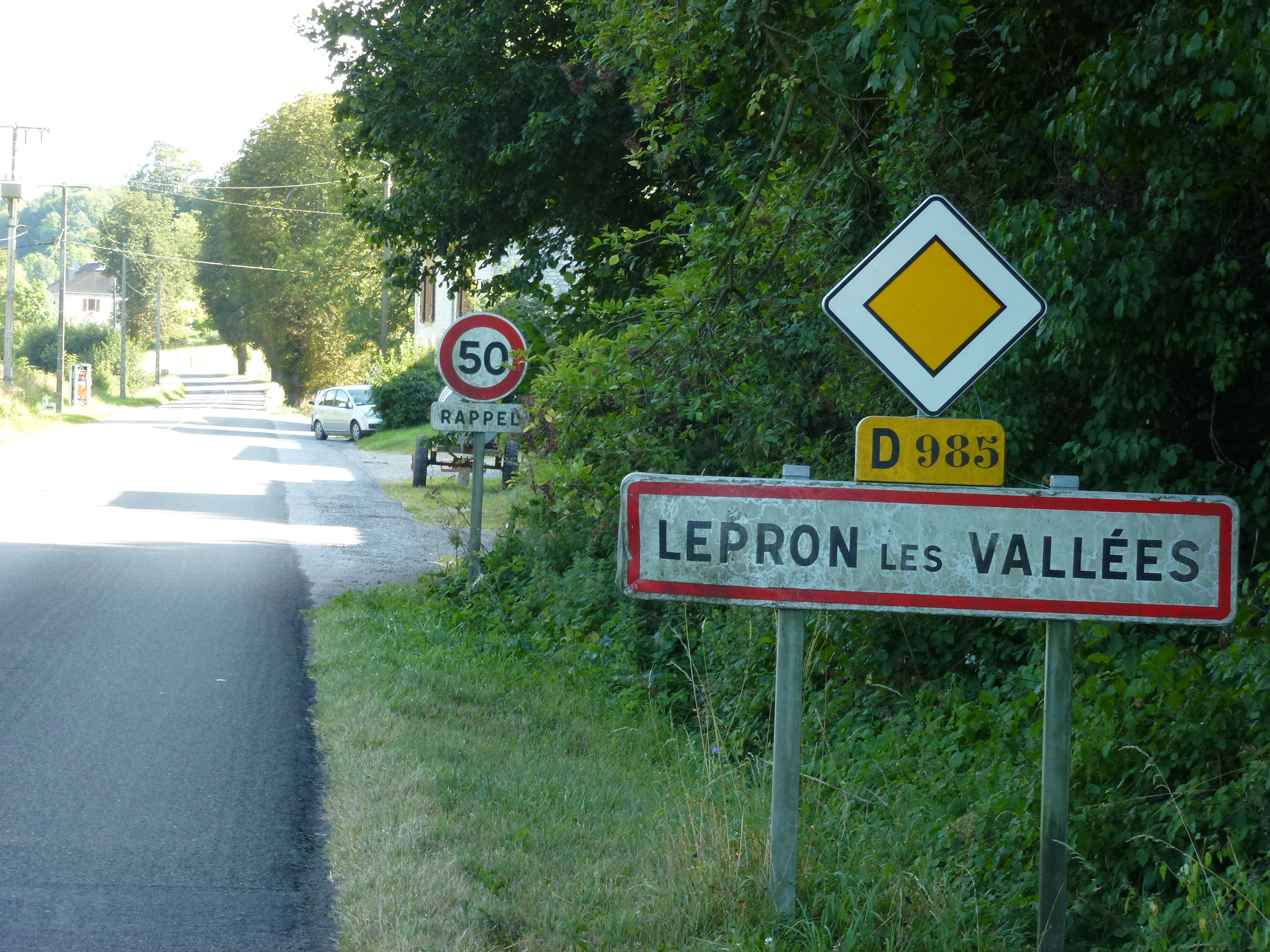
Panneau d'entrée d'agglomération suivi d'un rappel de limitation de vitesse à 50 km/h
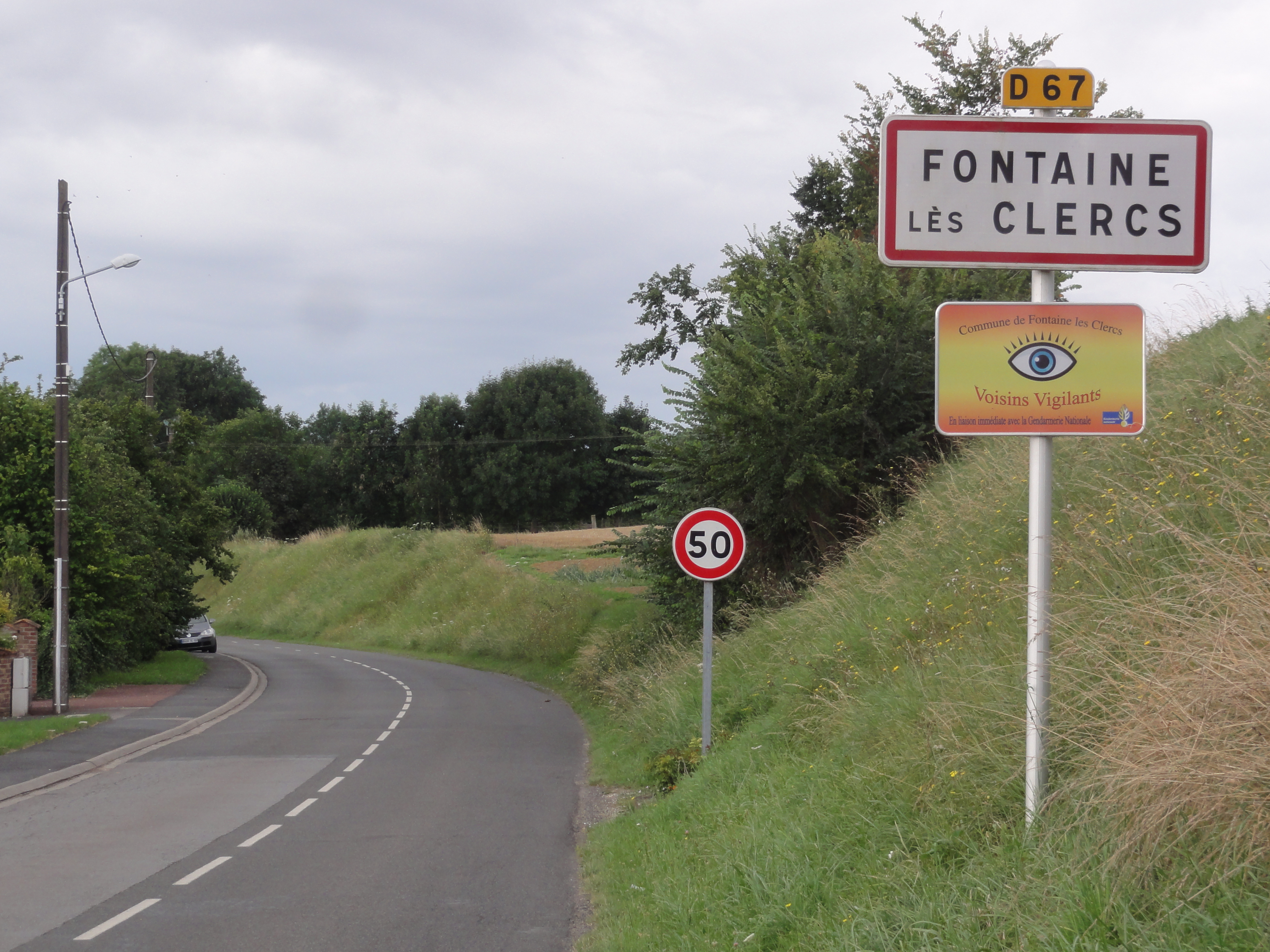
Panneau d'entrée d'agglomération suivi d'une limitation de vitesse à 50 km/h sans panonceau de rappel
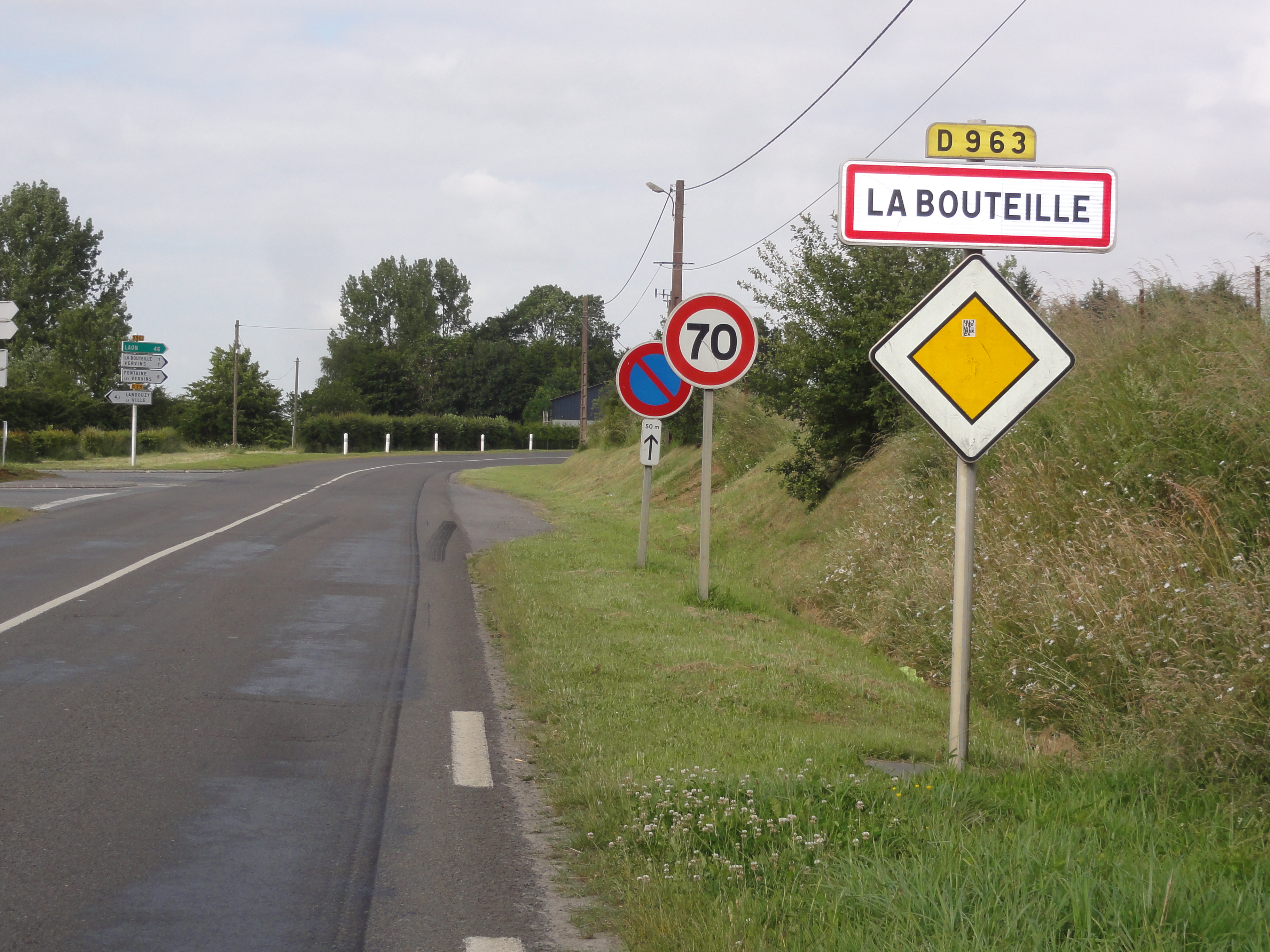
Panneau d'entrée d'agglomération suivi d'une limitation de vitesse à 70 km/h
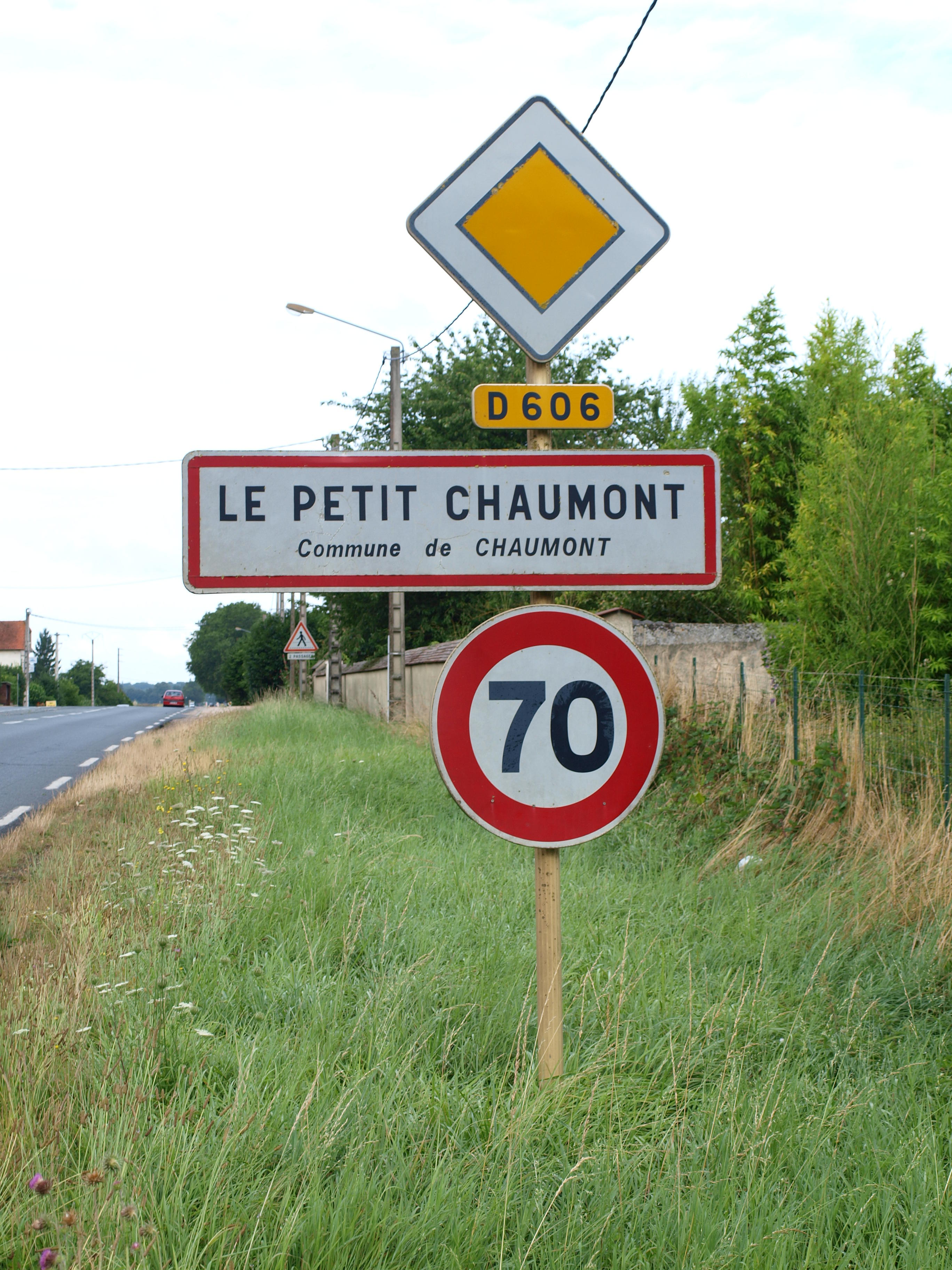
Panneau d'entrée d'agglomération avec panneau B14 70 km/h placé sur le même support
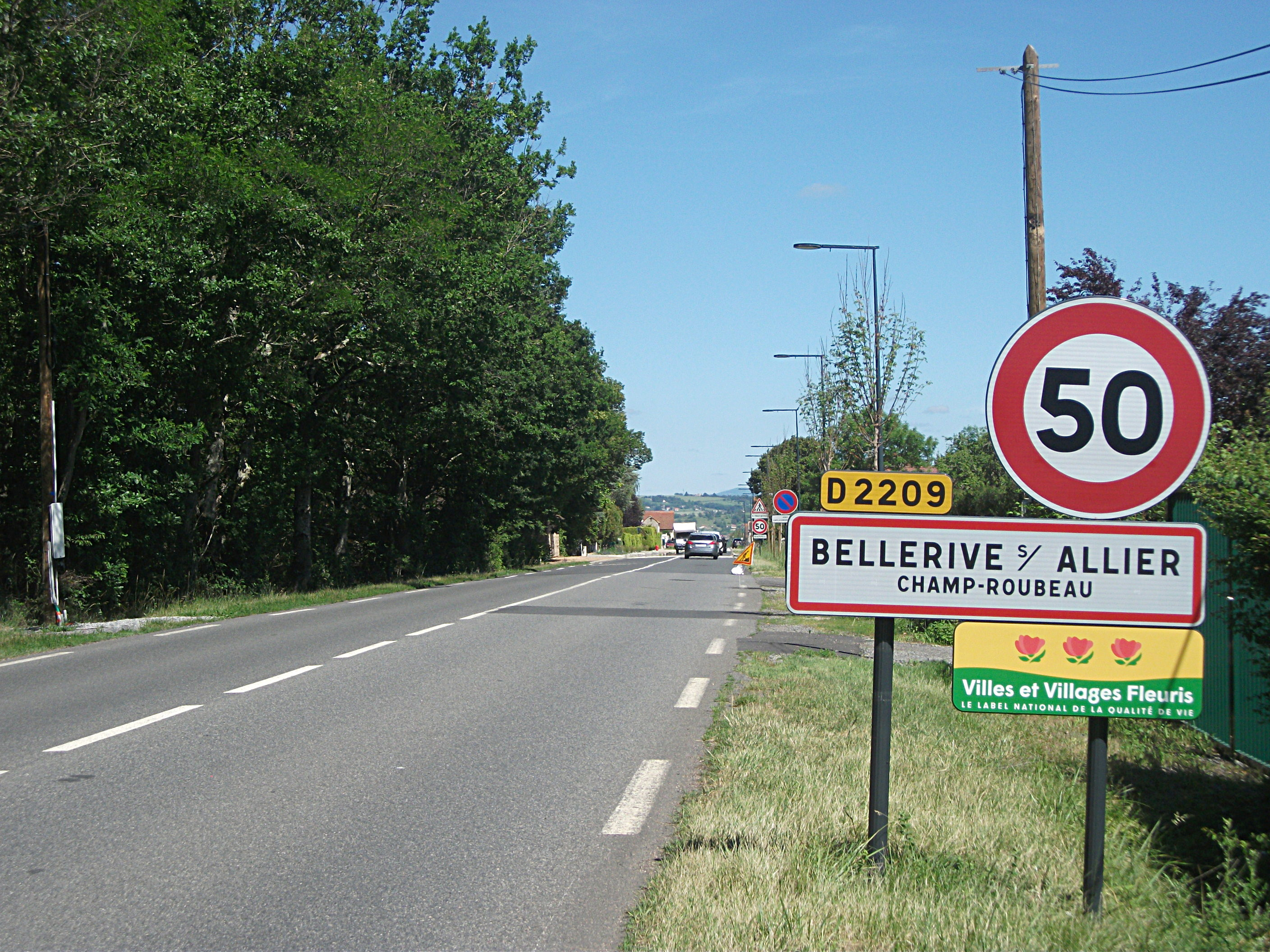
Panneau d'entrée d'agglomération avec panneau B14 à 50 km/h redondant placé sur le même support
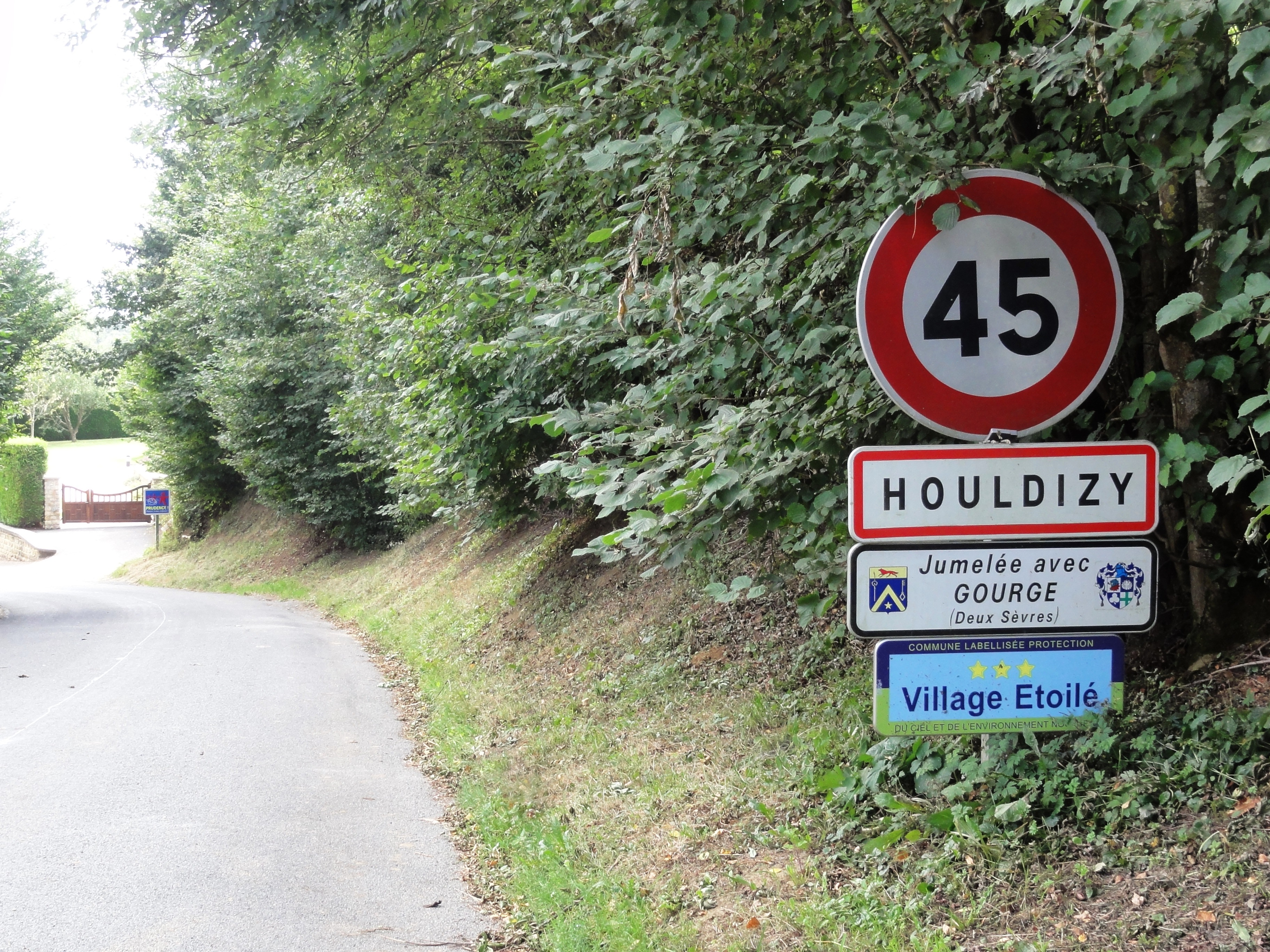
Panneau d'entrée d'agglomération avec panneau B14 à 45 km/h placé sur le même support
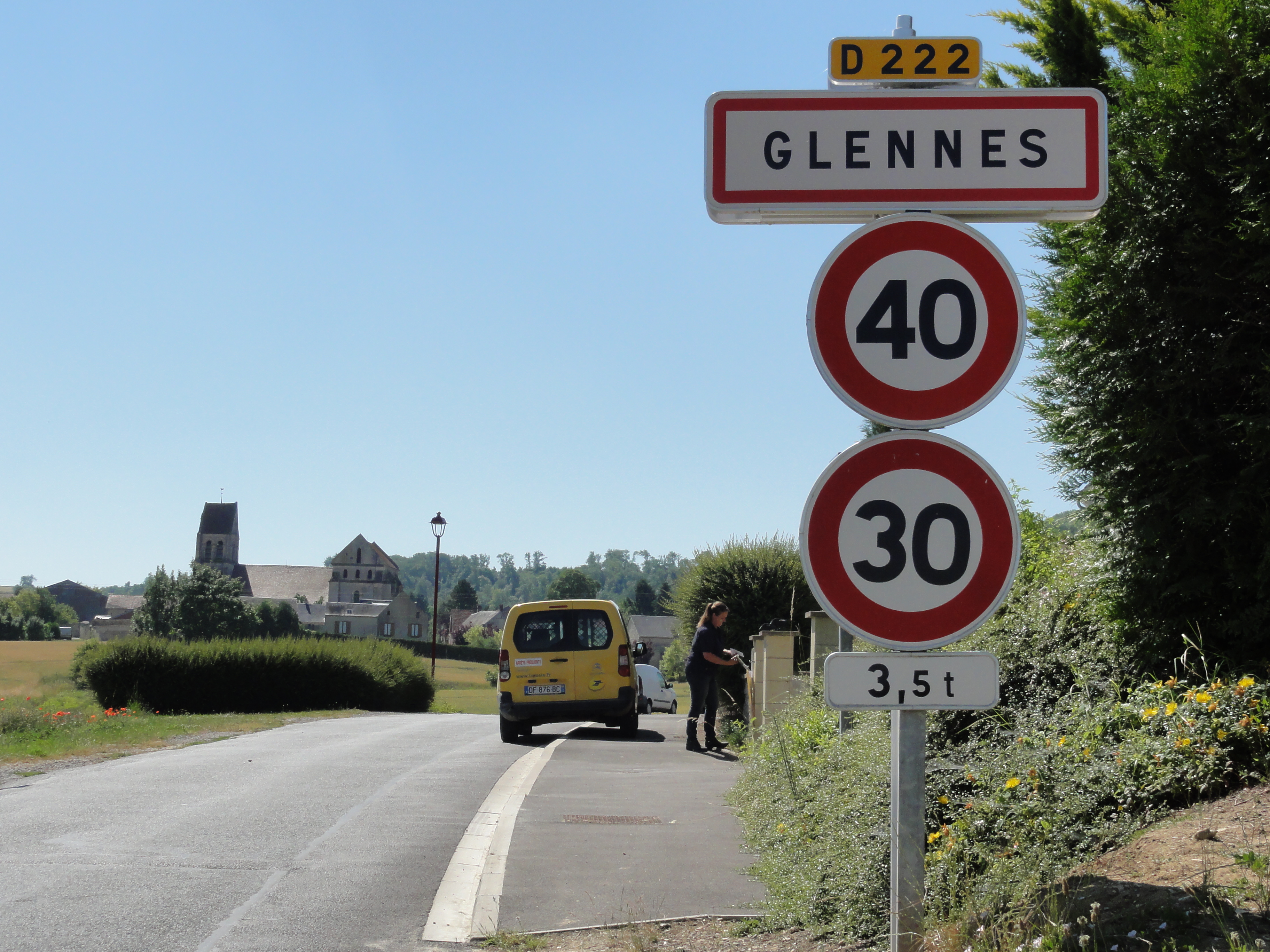
Panneau d'entrée d'agglomération avec deux panneaux B14 à 40 km/h et 30 km/h pour véhicules de plus de 3,5 t placés sur le même support. Ici, l'utilisation n'est pas réglementaire car le panonceau complète les deux B14.
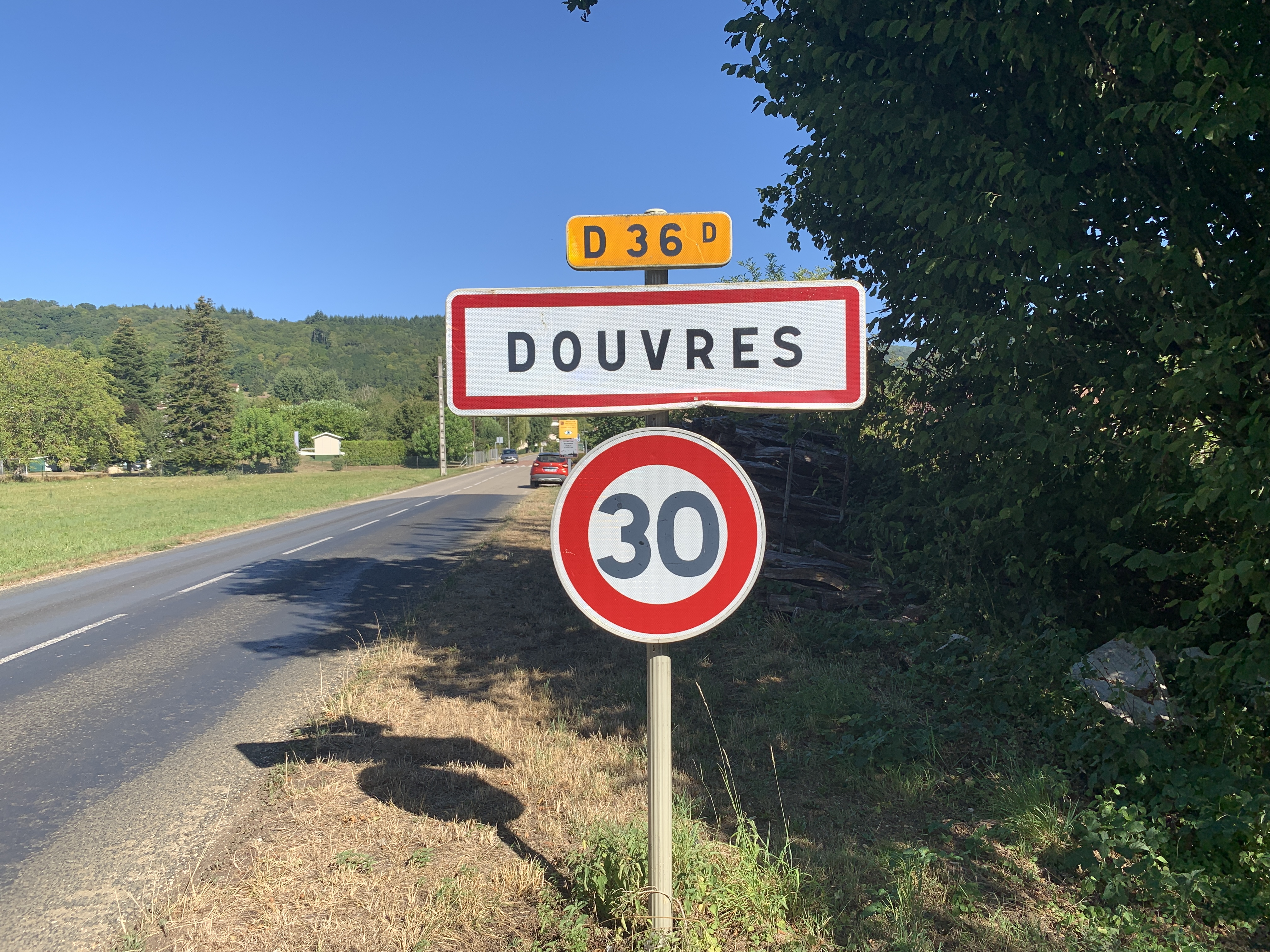
Panneau d'entrée d'agglomération avec panneau B14 à 30 km/h placé sur le même support
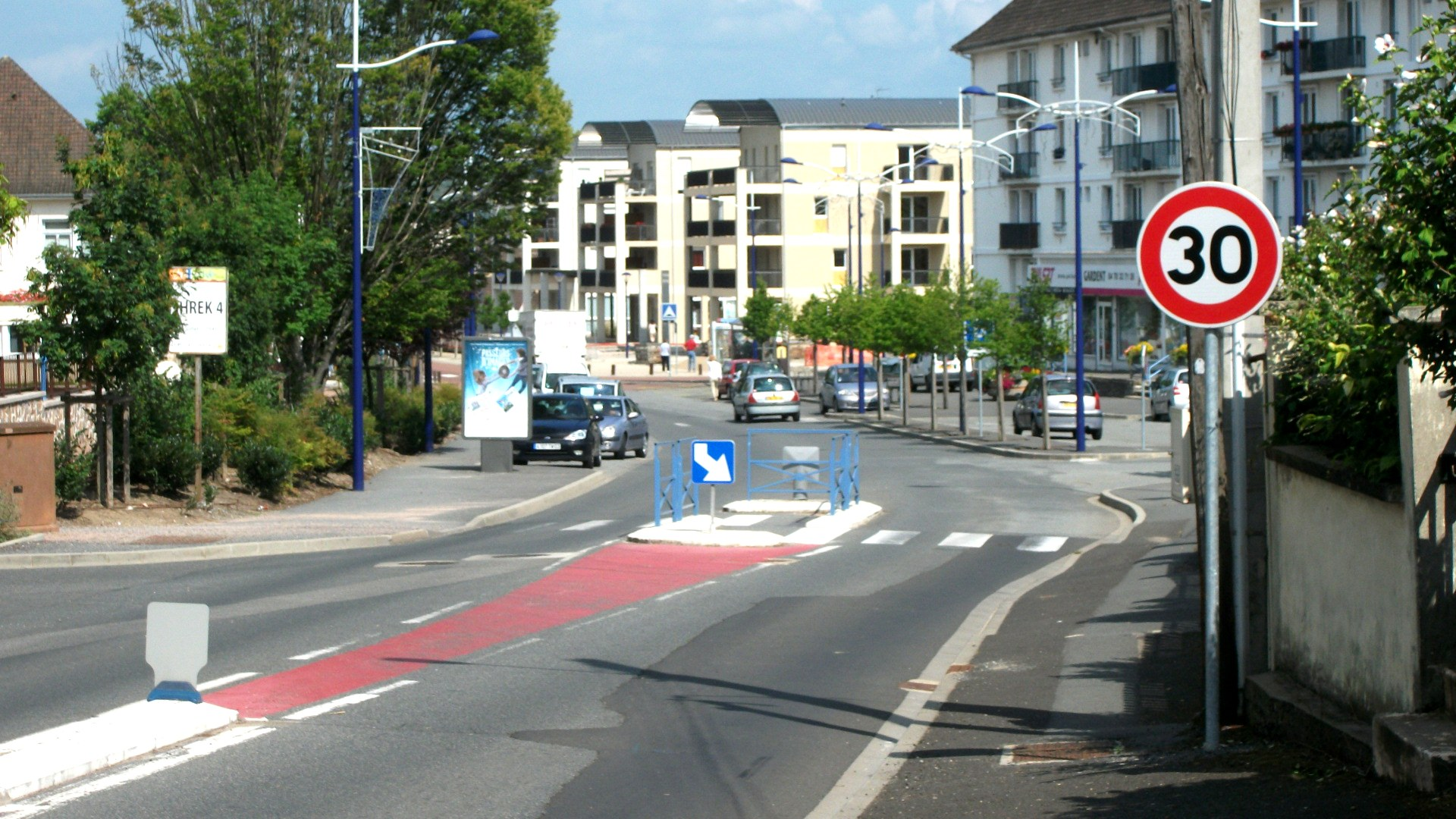
Début de la prescription : la vitesse est limitée à 30 km/h
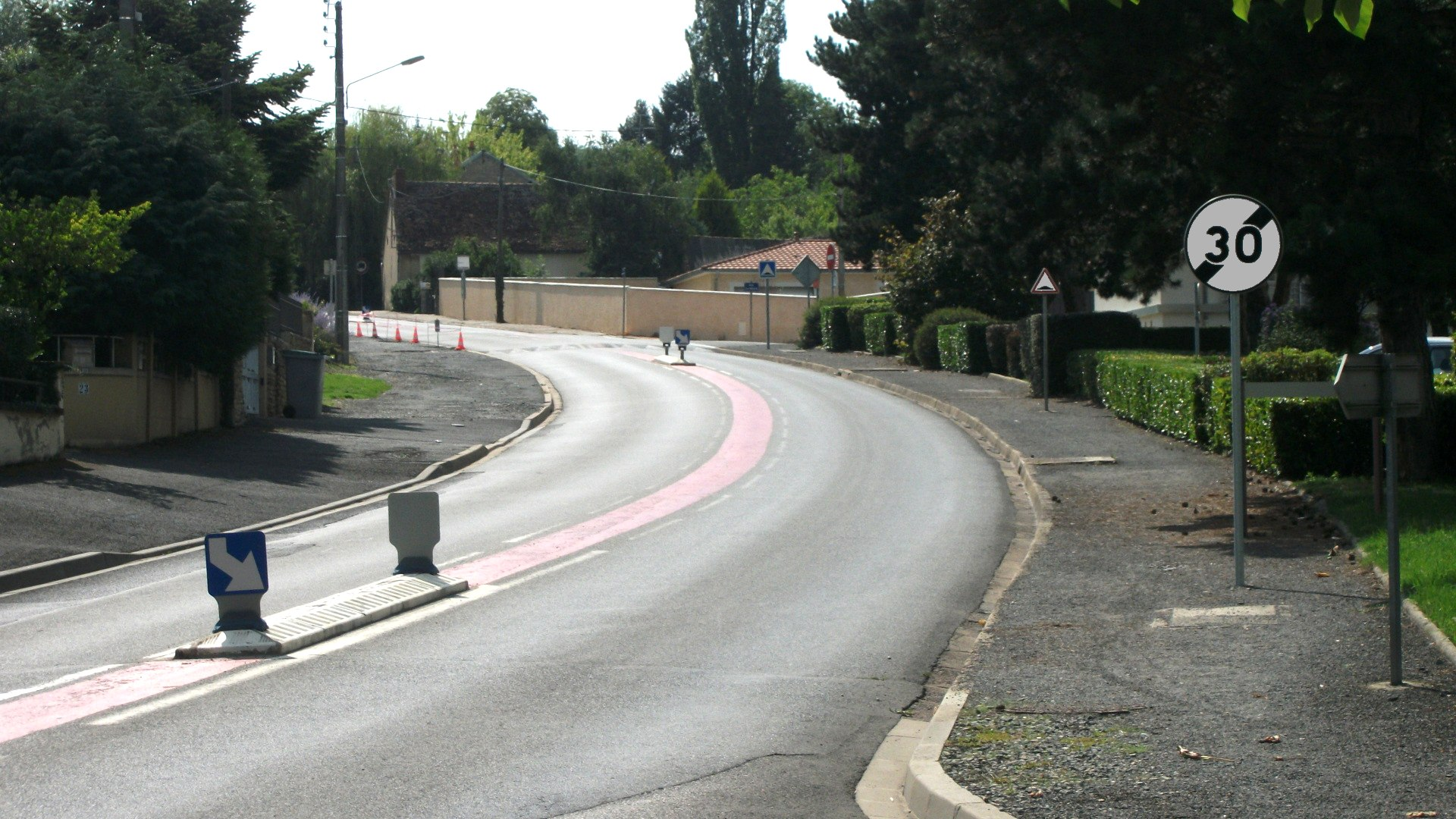
Fin de la prescription

### Sur autoroutes ou voies rapides
Sur autoroute la première limitation mise en place sur une bretelle de sortie est de 90 km/h en dérogation à la règle du palier décrite au paragraphe b). Elle est implantée au plus tôt au droit de la signalisation avancée de direction.
Lorsqu'une voie de décélération comporte une limitation de vitesse, le panneau B14 doit être complété par un panonceau directionnel M3a2 dans le cas où il implanté avant le biseau de divergence avec la chaussée principale.
Sur les voies d'accélération les limitations de vitesse doivent, sous réserve de la géométrie de la voie, permettre l'accélération des véhicules nécessaire à leur insertion sur la chaussée principale.

Exemples d’utilisation des panneaux B14 et B33 sur autoroute et voie rapide
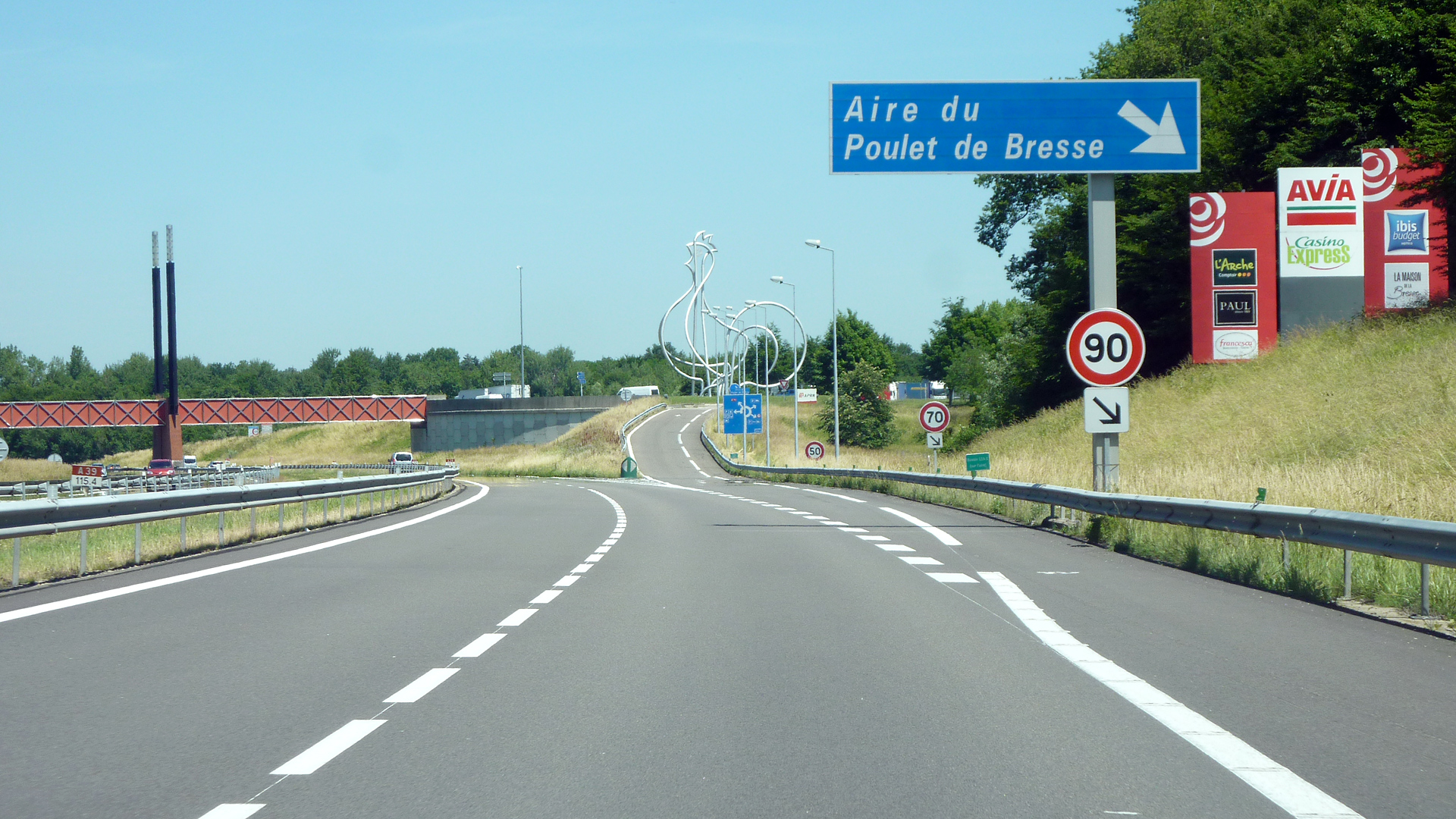
Limitation par paliers 90, 70, 50 km/h avec panonceau M3a2, bretelle de sortie de l'Aire du Poulet de Bresse, autoroute A39.
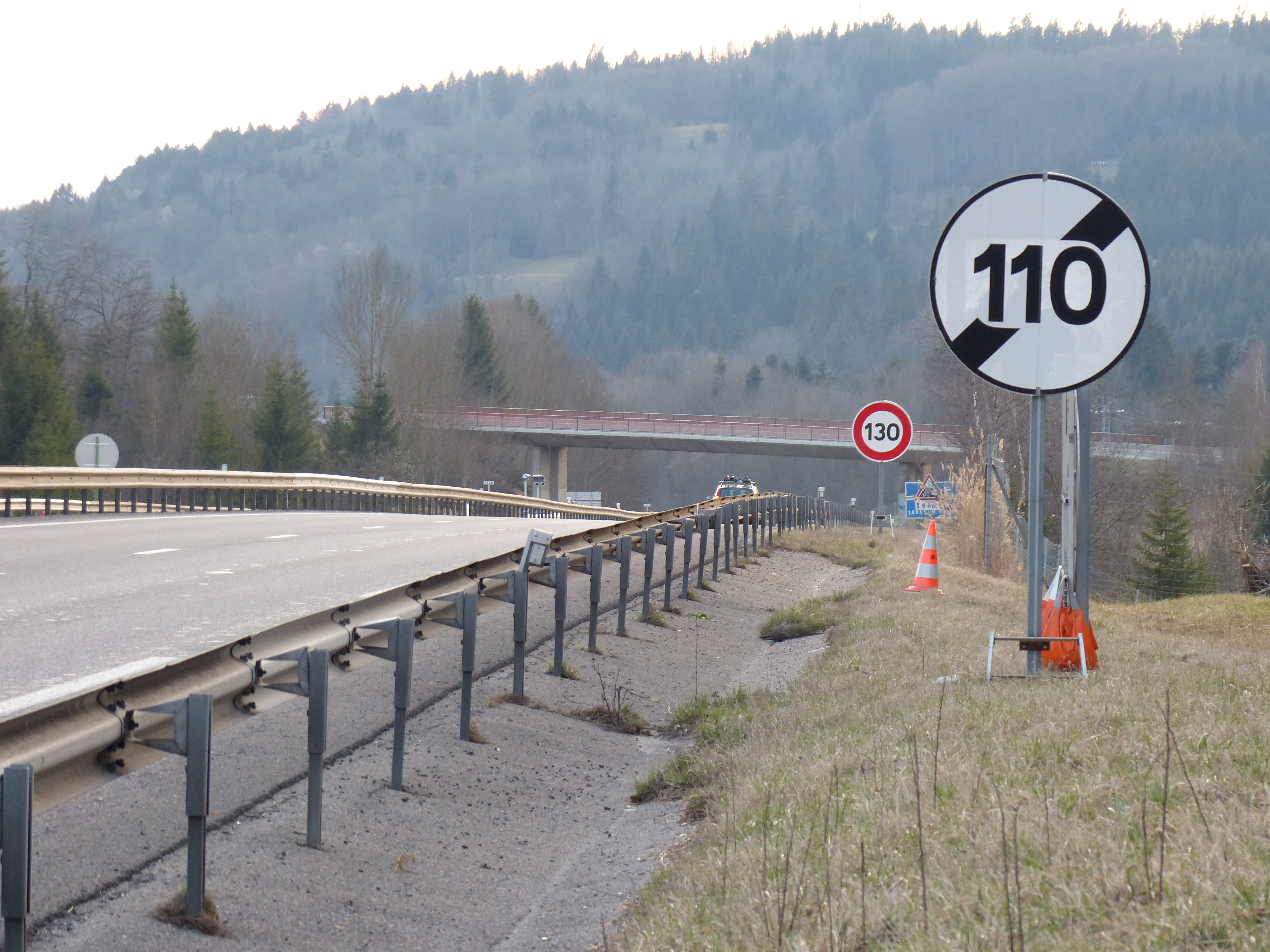
Fin de limitation à 110 km/h, après le col d'Évires, autoroute A410, Haute-Savoie.
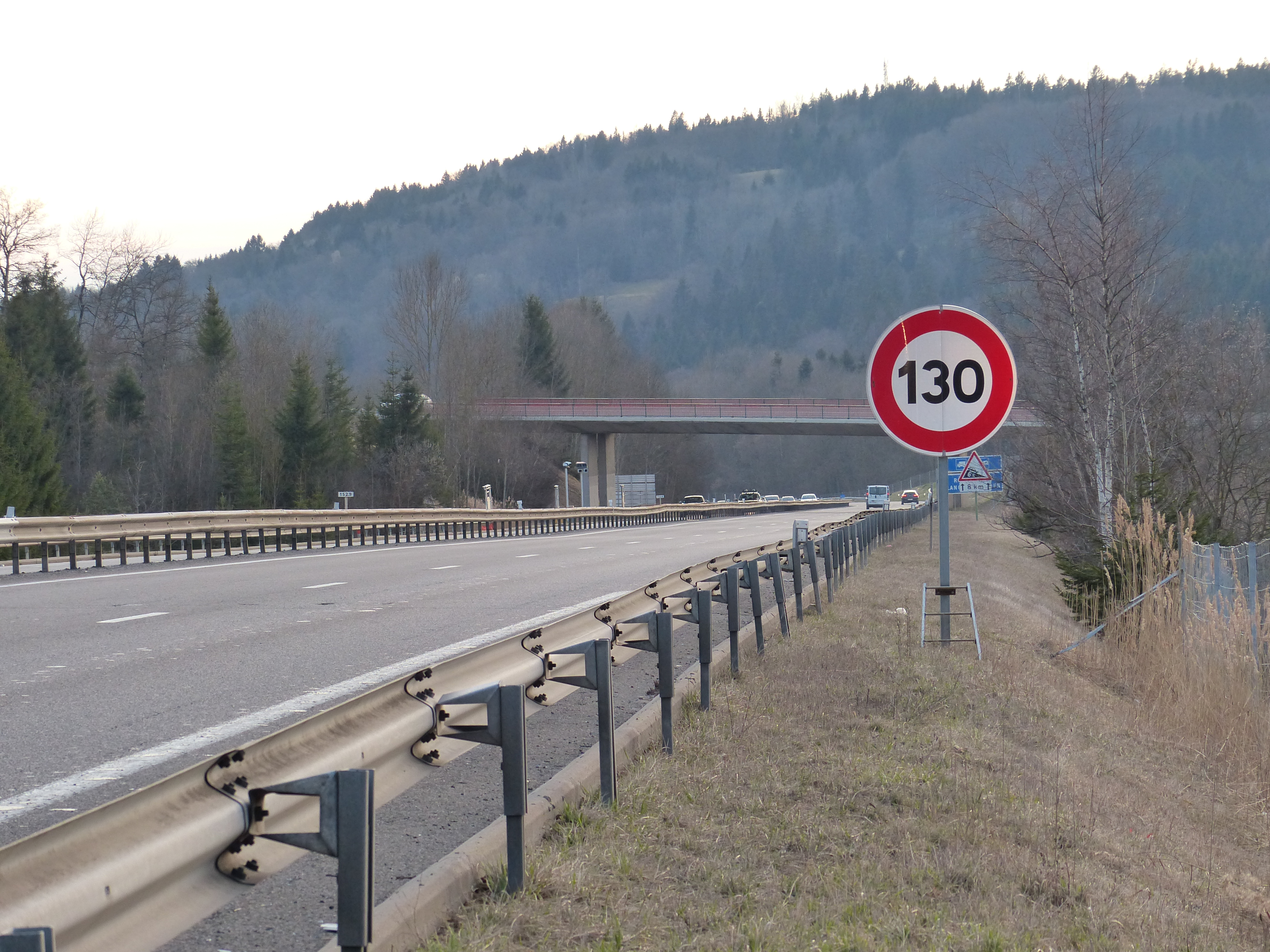
Limitation à 130 km/h, après le col d'Évires, autoroute A410, Haute-Savoie.
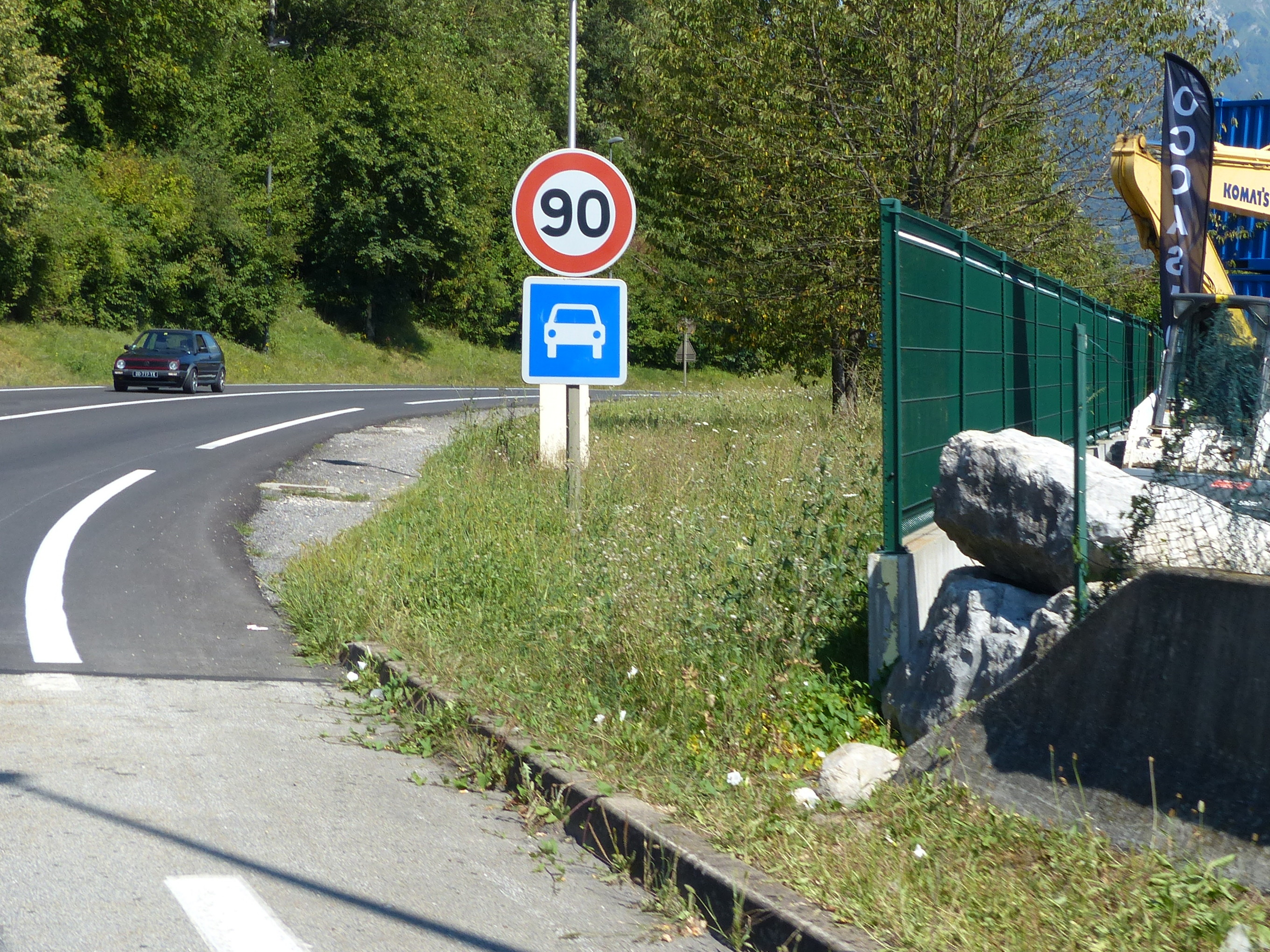
Limitation à 90 km/h en entrant sur une voie rapide.

### Selon la catégorie de véhicule

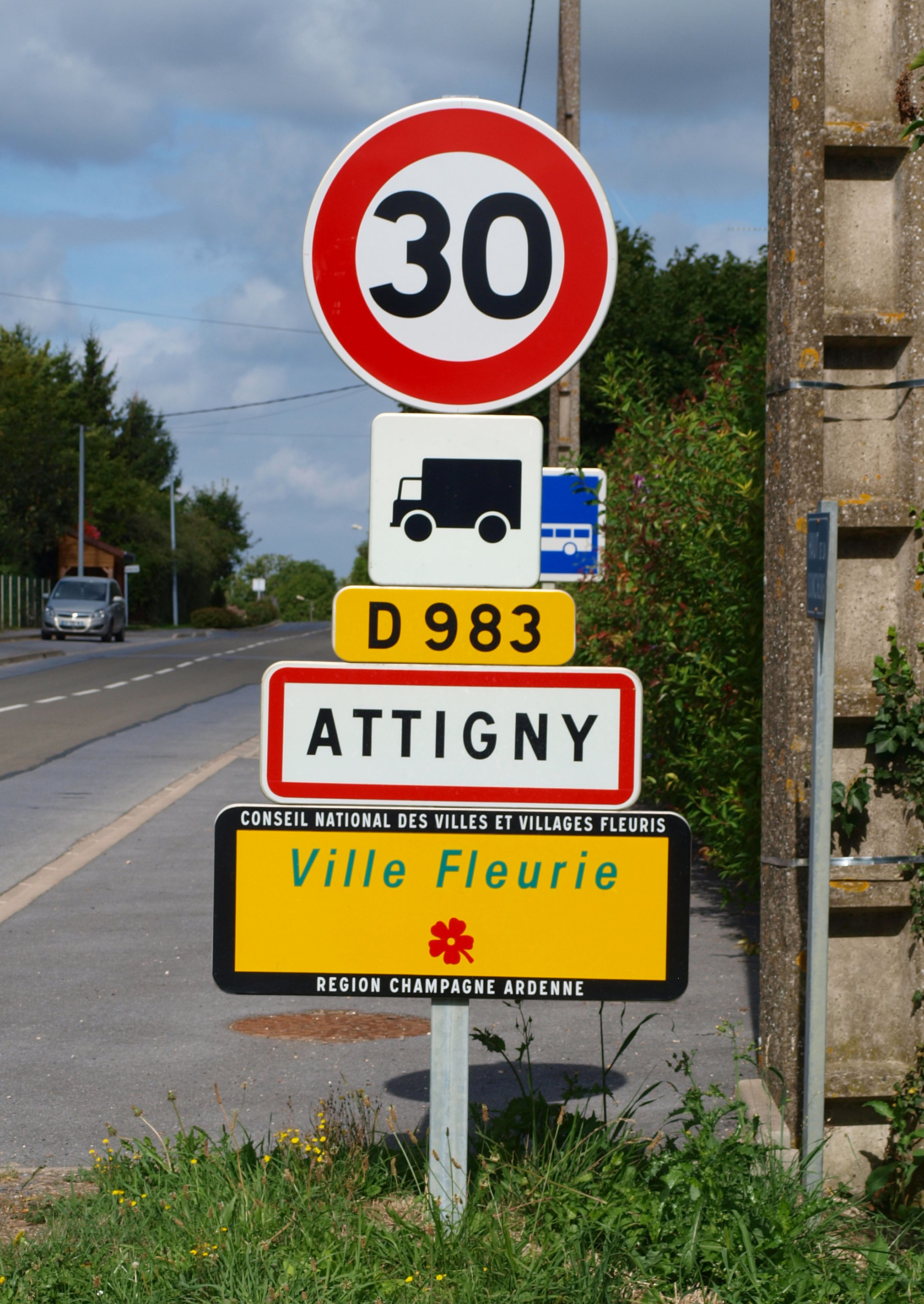
Limitation à 30 km/h pour les véhicules de transport de marchandises signalée par panonceau M4g

Lorsque la limitation de vitesse ne concerne que certaines catégories de véhicules, il y a lieu d'adjoindre au panneau B14 un panonceau de catégorie M4.

### Signalisation temporaire
Les panneaux de limitation de vitesse utilisés en signalisation temporaire sont les mêmes que ceux en signalisation permanente.

## Caractéristiques
Il existe cinq gammes de dimensions de panneaux de prescription.

## Inscriptions
Les inscriptions sur le panneau B14 sont effectuées à l'aide de caractères L1.

### Vitesse maximale autorisée

Limité à 5 km/h.
Limité à 10 km/h.
Limité à 15 km/h.
Limité à 20 km/h.
Limité à 30 km/h.
Limité à 40 km/h.
Limité à 45 km/h.
Limité à 50 km/h.
Limité à 60 km/h.
Limité à 70 km/h.
Limité à 80 km/h.
Limité à 90 km/h.
Limité à 110 km/h.
Limité à 130 km/h.

### Fin de prescription

B33 à 30 km/h.
B33 à 50 km/h.
B33 à 70 km/h.
B33 à 110 km/h.

## Implantation

### Implantation longitudinale
Les panneaux de prescription du type B14 sont placés au voisinage immédiat de l'endroit où la prescription commence à s'imposer. Ils doivent être répétés après chaque intersection autre que celles avec des voies privées non ouvertes à la circulation publique ou des chemins de terre.
Le panneau de limitation de vitesse à moins de 50 km/h est, avec les panneaux AB6 et AB7, le seul panneau de prescription à être placé sur le même support que le panneau d'entrée d'agglomération. La prescription est alors applicable à toute l'agglomération.

### Distance du bord de chaussée

Implantation d'un panneau de prescription sur trottoir en agglomération

Sauf contrainte de site, la distance entre l'aplomb de l'extrémité du panneau situé du côté de la chaussée et la rive voisine de cette extrémité ne doit pas être inférieure à 0,70 m.
En rase campagne, les panneaux sont placés en dehors de la zone située en bord de chaussée et traitée de telle façon que les usagers puissent y engager une manœuvre de redirection ou de freinage dite « zone de récupération », ou leur support au minimum à 2 m du bord voisin de la chaussée, à moins que des circonstances particulières s'y opposent (accotements étroits, présence d'une plantation, d'une piste cyclable, d'une voie ferrée, etc.).
En agglomération, les panneaux sont placés de manière à minimiser la gêne des piétons.
Le support d'un signal peut aussi être implanté sur une propriété riveraine ou ancré à une façade après accord du propriétaire ou par application si cela est possible en vertu du décret-loi du 30 octobre 1935 et du décret 57180 du 16 février 1957.

### Hauteur au-dessus du sol
En rase campagne, la hauteur réglementaire est fixée en principe à 1 m (si plusieurs panneaux sont placés sur le même support, cette hauteur est celle du panneau inférieur), hauteur assurant généralement la meilleure visibilité des panneaux frappés par les feux des véhicules. Elle peut être modifiée compte tenu des circonstances locales soit pour assurer une meilleure visibilité des panneaux, soit pour éviter qu'ils masquent la Circulation.
En agglomération, lorsqu’il y a un éclairage public, les panneaux peuvent être placés à une hauteur allant jusqu'à 2,30 m pour tenir compte notamment des véhicules qui peuvent les masquer, ainsi que de la nécessité de ne gêner qu'au minimum la circulation des piétons.

### Position de la face
Le plan de face avant d'un panneau implanté sur accotement ou trottoir doit être légèrement incliné de 3 à 5° vers l'extérieur de la route afin d'éviter le phénomène de réflexion spéculaire qui peut, de nuit, rendre le panneau illisible pendant quelques secondes.

## Visibilité de nuit
Les panneaux et panonceaux de signalisation doivent être visibles et garder le même aspect de nuit comme de jour. Les signaux de danger sont tous rétroréfléchissants ou éventuellement dans certaines conditions, éclairés.
Les revêtements rétroréfléchissants doivent avoir fait l'objet, soit d'une homologation, soit d'une autorisation d'emploi à titre expérimental. La rétroréflectorisation porte sur toute la surface des panneaux et panonceaux à l'exception des parties noires.

### Histoire de la signalisation
- Marina Duhamel-Herz, Un demi-siècle de signalisation routière : naissance et évolution du panneau de signalisation routière en France, 1894-1946, Paris, Presses de l’École nationale des Ponts et Chaussées, décembre 1994, 151 p. (ISBN 2-85978-220-6)
- Marina Duhamel-Herz et Jacques Nouvier, La signalisation routière en France : de 1946 à nos jours, Paris, AMC Éditions, novembre 1998, 302 p. (ISBN 2-913220-01-0)

### Autres références
1. ↑  Un demi-siècle de signalisation routière - 1894-1946", p. 82
2. ↑  La signalisation routière en France de 1946 à nos jours, p. 268
3. ↑  « 80 km/h: deux fois moins de panneaux que prévu », sur BFMTV (consulté le 16 mai 2022)
4. 1 2  « 80 km/h : combien va coûter le changement des panneaux de signalisation ? », sur www.rtl.fr (consulté le 16 mai 2022)
5. ↑  « Le coût des nouveaux panneaux 80 km/h en Normandie », sur France 3 Normandie (consulté le 16 mai 2022)
6. ↑  règlement délégué (UE) 2021/1958 de la Commission du 23 juin 2021